# Erich Schilling
Erich Schilling (ur. 27 lutego 1885 w Suhl, zm. 30 kwietnia 1945 w Gauting koło Monachium) – niemiecki rysownik i karykaturzysta.

## Życiorys
Erich Schilling był czwartym dzieckiem producenta broni Petera Augusta Schillinga (1832–1918) i Emmy Christiane Panse (1845–1933). Choroba nogi dwunastolatka doprowadziła do niepełnosprawności, która oszczędziła mu służby wojskowej. Schilling studiował w Kunstgewerbeschule w Schwäbisch Gmünd i prawdopodobnie w latach 1899–1902 odbył praktykę jako rytownik. W 1903 roku studiował w berlińskiej szkole artystycznej, gdzie przebywał do 1918 roku.
W 1905 roku powstały pierwsze rysunki Schillinga dla pisma satyrycznego „Der wahre Jacob”, które było bliskie Socjaldemokratycznej Partii Niemiec (SPD). W 1907 roku po raz pierwszy opublikował swój rysunek w tygodniku satyrycznym „Simplicissimus”. W 1918 roku Schilling przeniósł się do Starnberg koło Monachium i został wspólnikiem w spółce z ograniczoną odpowiedzialnością, która wydawała tygodnik. W latach 1907–1944 wykonał 1459 dzieł do „Simplicissimusa”.
Po początkowych próbach w stylu secesji, Schilling wniósł swój własny styl do „Simplicissimusa”, najpierw rysunkami przypominającymi średniowieczne drzeworyty z pojedynczych arkuszy, później gładkimi rysunkami węglem przypominającymi art déco. Wraz z Karlem Arnoldem był rysownikiem wśród stałych pracowników, którzy pomagali kształtować styl tygodnika w latach 20. XX wieku. Oprócz codziennych rysunków i karykatur tworzył przede wszystkim obrazy społecznie krytyczne.
Erich Schilling przed 1933 rokiem ostro krytykował narodowy socjalizm, później stał się zagorzałym wielbicielem panującej ideologii. Popełnił samobójstwo, gdy wojska amerykańskie zbliżały się do Gauting.

## Literatura
- Erich Schilling. Zeichnungen für den Simplicissimus, Faltblatt Galerie Dr. Margret Biedermann, München, 1972.
- Erich Schilling (1885-1945). Zeichnungen für den Simplicissimus, Galerie Dr. Margret Biedermann, München, 1977.
- Ulrich Appel: Satire als Zeitdokument. Der Zeichner Erich Schilling, 1885 Suhl/Thüringen – 1945 Gauting bei München. Leben – Werk – Zeit – Umwelt. Witterschlick/Bonn: Wehle, 1995. ISBN 3-935307-96-9. Brak numerów stron w książce